# 馬利亞 (革羅罷的妻子)

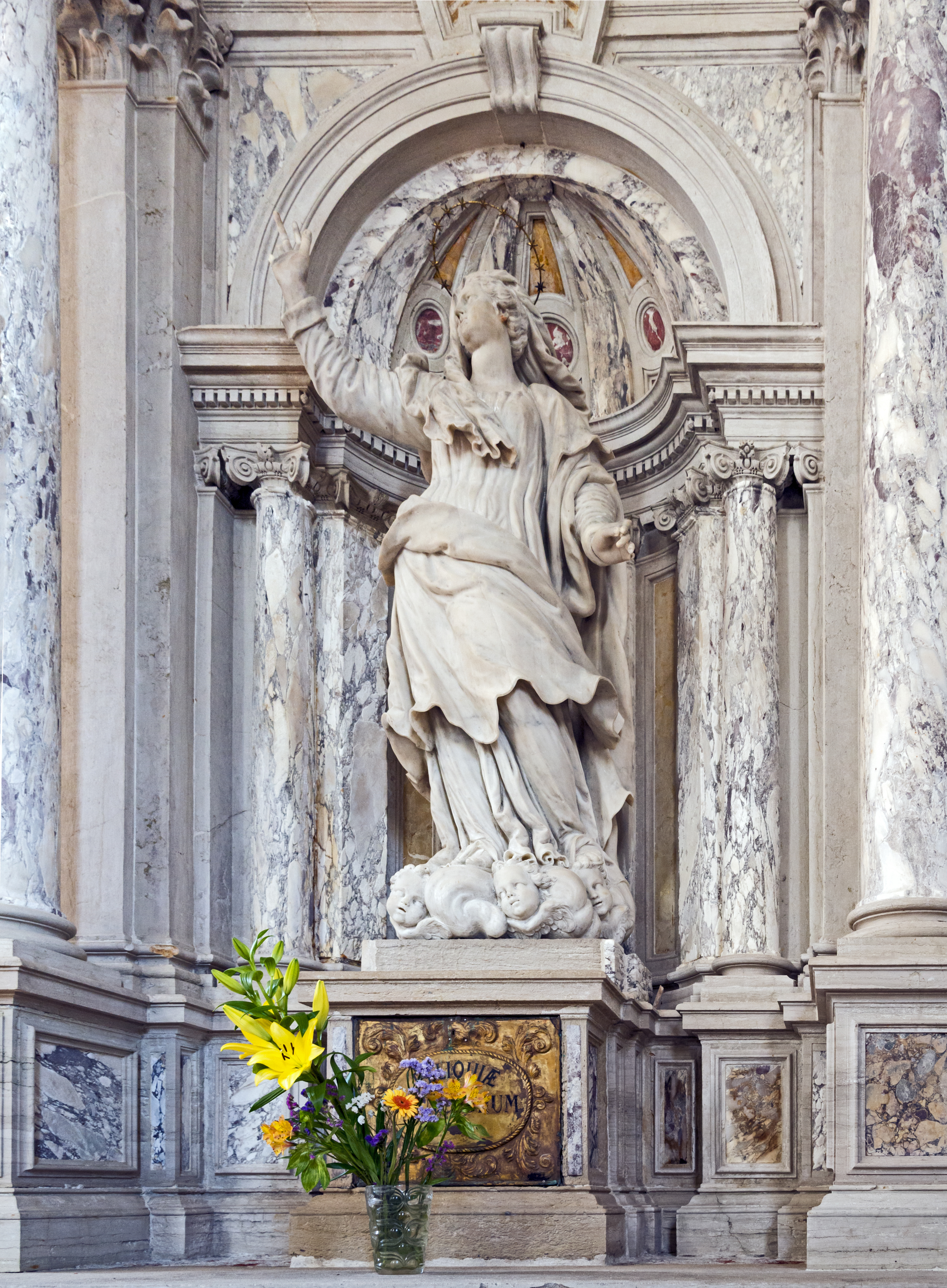
馬利亞（革羅罷的妻子），威尼斯

馬利亞，或稱克羅帕的妻子瑪利亞（希臘語：Μαρία ἡ τοῦ Κλωπᾶ），新約聖經人物，為耶穌的門徒之一。四福音中其他三位馬利亞記載的事蹟不少，唯有革羅罷的妻子馬利亞僅記載一處。

## 身份
對於革羅罷之妻，馬利亞的身份，在學者間有很多爭論，但因為文獻不足，很難確認她的真實身份。

### 耶穌的信徒
革羅罷之妻馬利亞，出現在《約翰福音》第19章第25节参中。傳統上認為她是耶穌的信徒之一，在耶穌死亡時，她在現場作見證。在希臘文中，可以解釋為是革羅罷之女，或革羅罷之妻。傳統上的新約註釋者，都認為這邊應該翻譯為「革羅罷的妻子」，她是耶穌的信徒之一，而且重要性僅止於此。

### 聖母瑪利亞的姐妹
有些註釋家認為，她可能是聖母瑪利亞的姐妹之一，也就是耶穌的阿姨。她嫁給了革羅罷，聖若瑟的兄弟。她的兒子西門，後來接替公義者雅各，成為耶路撒冷教會領袖。

### 馬利亞
根據中世紀傳說，革羅罷是聖安妮的第二個丈夫，兩人生下了耶穌的母親，聖母瑪利亞。因此有人認為，這邊應該翻譯為「革羅罷之女，馬利亞」，也就是聖母瑪利亞。
也有學者認為，根據猶太傳統，在約瑟死後，其兄弟革羅罷應該要娶馬利亞為妻。因此，革羅罷之妻即是指瑪利亞。耶穌的兄弟公義者雅各、西門，可能是她與革羅罷生下的後代。